# As de la aviación

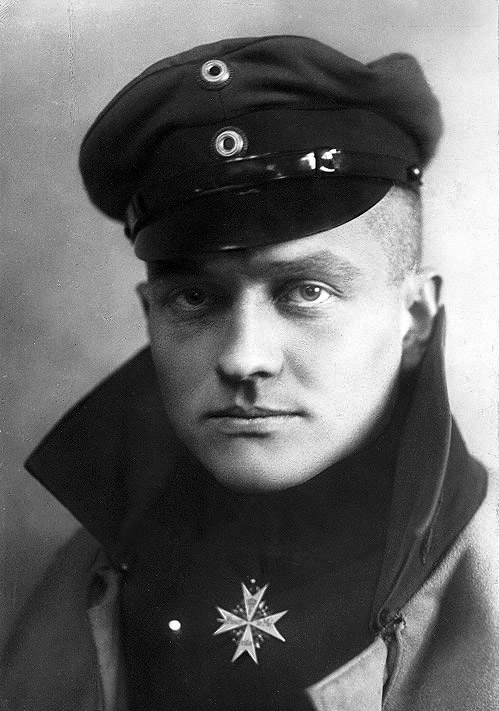
Manfred von Richthofen, más conocido como el «"Barón Rojo"», el mejor as de la Primera Guerra Mundial y el más famoso de todos los tiempos.

Un as de la aviación es un aviador militar que tiene acreditado el derribo de cinco o más aviones enemigos. La mayoría de ases de la historia han sido pilotos de aviones de combate monoplazas, aunque también los hubo en aviones biplaza, e incluso bombarderos, pudiendo ser ases los pilotos, los observadores o navegantes, y hasta la tripulación entera (dependiendo de la definición de cada país).
El uso del término «as» se propagó a partir de la aviación a otras armas militares, como los submarinos y los carros de combate.

## Historia

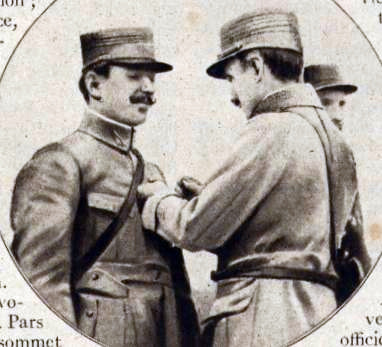
El «primer as», Adolphe Pegoud siendo condecorado con la Croix de Guerre.

### Término
El término «as» se popularizó en los periódicos de Francia en la década de 1910, haciendo referencia a estrellas del deporte como futbolistas y ciclistas. En el contexto de la aviación militar, apareció por primera vez en vísperas de la Primera Guerra Mundial, cuando la prensa francesa describió a Adolphe Pégoud, aviador y héroe de guerra francés, como l'as después de convertirse en el primer piloto en abatir cinco aviones alemanes (y, de paso, el primer as de la aviación de la historia). En una época de guerra feroz, en la que el heroísmo constituía un elemento imprescindible para la moral ciudadana, la propaganda de guerra veía en el aviador de combate una figura casi romántica, en cierto modo comparable con los caballeros medievales que —a caballo y lanza en mano— embestían las tropas enemigas. Por medio de esta calificación, se podía conferir a los pilotos este significado de grandeza.

### Primera Guerra Mundial
La Gran Guerra vio la introducción de los primeros aeroplanos de combate con suficiente velocidad y agilidad para interceptar objetivos en el aire, y suficiente potencia de fuego para abatirlos. A principios de la guerra aún era imposible predecir el gran potencial de esta nueva arma, que revolucionaría el futuro de la guerra. Si bien, ya entonces se hacía uso de la palabra «as» entre las Potencias Centrales en referencia a los pilotos con diez o más derribos «con muertes confirmadas», aunque no se realizaban registros oficiales de esta clasificación. Los alemanes tampoco tenían una clasificación, pero sí publicitaban a los aviadores que habían destruido el mayor número de aeronaves aliadas. A su vez, los británicos ni realizaban recuentos ni publicaban listas similares a las de franceses y alemanes.
Es a partir del Azote de Fokker, en la segunda mitad de 1915, que los diferentes servicios aéreos —empezando por el alemán— comenzarían a asignar a pilotos y tripulaciones «puntos» por victorias, lo cual permitió desarrollar estadísticas y perfeccionar las tácticas de combate. Pronto, estas estadísticas revelarían una tendencia que se repetiría también en futuras guerras, a saber, que alrededor del 5 % de los pilotos de combate suelen ser responsables de la mayoría de victorias aéreas.

#### Distintas perspectivas
Durante la guerra, la definición de «as» por los distintos ejércitos beligerantes variaba sustancialmente. La Luftstreitkräfte alemana acreditaba victorias que resultaban en aviones enemigos destruidos o capturados tras ser dañados durante el ataque o el combate. Ya que los escuadrones alemanes combatían principalmente en espacio aéreo alemán, era fácil contabilizar las bajas enemigas, de ahí que se establecieran unas normas estrictas de lo que era una victoria contundente. También se recompensaban victorias compartidas por varios aviones. Como en el caso de otros países, con la aparición de los primeros bombarderos (biplanos como el AEG G.III o el Zepellin Staaken), se acreditaba a las tripulaciones en su totalidad cuando un observador conseguía abatir a un caza enemigo (en acción de defensa del avión en una misión).
Las fuerzas aliadas, en cambio, tenían más difícil poder confirmar con certeza sus victorias aéreas, ya que combatían en espacio aéreo enemigo, no pudiendo testificar las bajas desde el suelo ni se capturaban aviadores enemigos de aparatos dañados, ya que estos aterrizaban en su propio territorio. Se contabilizaban por tanto «victorias técnicas» cuando los aeroplanos enemigos eran vistos «hundirse», «forzados a aterrizar» o «fuera de control». Muchas veces eran los propios pilotos quienes atestiguaban sus propias victorias. Las 26 victorias de Eddie Rickenbacker, por ejemplo, as de la aviación militar estadounidense, incluían diez aviones «vistos fuera de control», algunos «hundidos» y dos globos de observación; ninguno de los cuales hubiera sido reconocido en guerras posteriores.
Los más inconsistentes en este aspecto eran los británicos. En un principio, se evaluó más el resultado estratégico que las acciones individuales, por lo que se daba más valor a las misiones de los bombarderos y aviones de reconocimiento. Esto fue el motivo por el que no se publicaran estadísticas sobre las acciones de los pilotos, que, sin embargo, sí que llegaron al conocimiento público a través de la prensa, convirtiéndose en célebres. Documentos de esa época muestran una disparidad entre los escuadrones en el recuento de victorias. La tripulación de un bombardero biplaza DH-9, que el 23 de agosto de 1918 ejecutó unas de las misiones aéreas británicas más memorables de la guerra, no fue reconocida como ases. El piloto Arthur Spurling y el artillero Frank Bell atacaron una treintena de cazas Fokker D.VIIs alemanes. Spurling destruyó tres de ellos con la ametralladora delantera y Bell se deshizo de otros dos con su cañón. A pesar de ganar medallas por sus heroicas acciones, sus victorias se contabilizaron por separado (dos y tres derribos individuales en lugar de cinco derribos por tripulación). El piloto Arthur Gould Lee del 46.º escuadrón narró en una carta a su mujer sus cinco victorias individuales y las seis compartidas, añadiendo que estaba lejos de alcanzar el estatus de as. Su carta demuestra la distinción que se hacía en esta unidad entre victorias individuales y compartidas, y que se consideraba que 5 victorias no eran suficientes para alcanzar esta categoría. El primer as considerado como tal por los británicos fue Albert Ball, fallecido en 1917 a la edad de 20 años.
La mayoría de las demás fuerzas aéreas adoptaron el sistema del Armee de l'Air francés de recompensar con una victoria completa a cada piloto o artillero, habitualmente requiriendo de un testigo independiente de la intercepción, pero no exigiendo su verificación como destruido (cosa difícil en terreno enemigo), sino aceptando informes con definiciones como «avión fuera de control». El servicio aéreo de Estados Unidos se adhirió al sistema francés, salvo escuadrones que estaban bajo control operativo de los británicos (con dos excepciones en el recuento de ases).

### Segunda Guerra Mundial
En la Segunda Guerra Mundial, algunas fuerzas aéreas acreditaron compartir fracciones de victorias aéreas, obteniéndose resultados fraccionales como 11½ o 26.83. Algunos mandos estadounidenses también acreditaron aviones destruidos en tierra como si fueran victorias aéreas. Los soviéticos distinguieron entre muertes en grupo o solas, como hicieron los japoneses, aunque la Armada Japonesa paró de acreditar victorias individuales en 1943. La Luftwaffe alemana continuó con la tradición de "un piloto, una muerte." La Fuerza Aérea Soviética tuvo los únicos ases femeninos del mundo. Durante la Segunda Guerra Mundial, Katya Budanova alcanzó 11 y Lydia Litvyak consiguió 12 victorias.

## Contabilización
A pesar de las cifras oficiales, muchos de los ases reconocidos no llegaron a derribar tantos aviones como acreditaban. La principal razón de reclamos ambiguos o inapropiados se debe a la confusión en combate en tres dimensiones y en altas velocidades. En conflictos de buena parte del siglo XX, los aviadores que combatían «en casa» podían verificar los derribos mediante inspección del terreno y testigos oculares, por lo que sus reclamos eran mucho más verificables. Esta es la razón por la que a Manfred von Richthofen se le reconoce inequívocamente haber destruido al menos 73 de los 80 aeroplanos que se le acreditaron, mientras que el porcentaje de verificaciones seguras en los Aliados es a veces mucho menor. También reclamos realizados por aeronaves con varios tripulantes (como bombarderos) o en combates en formación (en los que participan varios aviones) han resultado históricamente más precisos.
Naturalmente, también han influido en la exageración de las cifras la competitividad —muy pronunciada en aviadores militares— y el deseo de reconocimiento, sobre todo en entornos donde los resultados son difíciles de comprobar (también aquí, «jugar en casa» limita esta práctica, razón por la cual los datos aportados por los aviadores alemanes, sobre todo en la Primera Guerra Mundial, resultaban más rigurosos). Sin embargo, aunque el prestigio de acumular victorias ha sido una causa de falsos informes sobre derribos de aviones enemigos, comparaciones de registros del final de las principales guerras con datos recopilados en estudios históricos y los aportados por los antiguos enemigos (restos de aviones localizados y cadáveres, registros de pilotos hospitalizados en fechas concretas, etc.), han arrojado un cierto rigor en los informes, aun cuando no del todo precisos. Por otra parte, también la competitividad entre países beligerantes ha llevado a reclamos difíciles de conciliar. En la guerra de Corea (el ejemplo más notable), tanto las fuerzas aéreas norteamericanas como las soviéticas reclamaron ratios de victorias-pérdidas de 10 a 1, con pilotos declarados ases por ambas partes.
En conflictos posteriores, sin embargo, se ha hecho cada vez más verificable la condición de los objetos abatidos, sobre todo mediante la instalación de cámaras en los aviones. La FAI, por ejemplo, ha empleado medios de grabación de sus misiones aéreas en la mayor parte de su existencia, además de recabar información de fuentes enemigas, bien directamente bien por medios de inteligencia. Por ejemplo, el as de ases de la aviación a reacción, el israelí Giora Epstein, tiene reconocidas sus 17 victorias tanto por parte de la Fuerza Aérea Israelí como por la Fuerza Aérea de Egipto.
La definición de objetivo en este respecto también ha sido objeto de interpretaciones. La más genérica y aceptable por todos se refiere a cualquier aeronave enemiga en vuelo, de carácter militar, abatida en el marco de un conflicto por una aeronave propia. En otras palabras, desde cazas a bombarderos y hasta helicópteros, aviones de transporte e incluso dirigibles, en cualquier situación (combate, bombardeo, transporte, vigilancia, persecución), son contabilizados como derribos. De este modo, haber abatido un caza en un dogfight cuenta lo mismo que haber interceptado a un bombardero e incluso un avión que transportaba armas o personal al frente. Sin embargo, algunas fuerzas aéreas hacen mención del número de combates ganados por sus pilotos y ases, considerados de más prestigio. Hasta recientemente, solo se contabilizaban aeronaves tripuladas, es decir, pilotadas o controladas por uno o más tripulantes; en las últimas décadas, sin embargo, son cada vez más comunes los derribos de aparatos no tripulados, también controlados por un ser humano aunque desde la distancia. El abatimiento de este tipo de aparatos, de cualquier tamaño, por un caza se considera actualmente también un derribo clasificable; al mismo tiempo, los operarios de los UAV, cuya condición es comparable en muchos ejércitos a la de aviadores, pueden reclamar también el derribo de una aeronave, condición que se ha dado de momento solo entre dos drones. Las unidades antiaéreas terrestres y marítimas, por su parte, suelen tener también sus propios «ases» (su propia calificación correspondiente).
En los cazas biplaza modernos, los oficiales de sistemas de combate (tradicionalmente, navegantes aéreos), han sido reconocidos también como ases. De los últimos cinco ases norteamericanos, todos acreditados en la guerra de Vietnam, tres lo fueron desde el asiento trasero del caza, uno con seis victorias (el top as de la contienda) y dos con cinco.

## Categorías especiales

### As de ases
El término «as de ases», también llamado «top as», hace referencia a un piloto con el mayor número de derribos en su haber en una guerra/conflicto, categoría o país. Así, Manfred von Richthofen se consideraría el as de ases de la Primera Guerra Mundial, mientras que su compatriota, Erich Hartmann, es considerado el mejor as de la aviación alemana, de la Segunda Guerra Mundial y de la historia de la guerra aérea. A nivel de categoría, un ejemplo sería la aviación a reacción (los cazas modernos), en la que el piloto de la Fuerza Aérea Israelí Giora Epstein tiene reconocido globalmente el mayor número de derribos, además de ser el as de ases israelí.
Distintas situaciones y distintos frentes (sobre todo en conflictos de mayor envergadura) tienen su propio as de ases. En este caso lo sería Hiroyoshi Nishizawa para la campaña del Pacífico, además de ser el top as de Japón en general. La clara superioridad histórica alemana en las clasificaciones ha propiciado una categoría propia, la del piloto de combate no alemán con más victorias de la historia, siendo Ilmari Juutilainen (1914-1999), aviador de la Fuerza Aérea finlandesa en la IIGM, el top de esta categoría (aunque sin alcanzar los cien derribos, una marca conseguida por más de un centenar de pilotos alemanes, todos en la IIGM).
Cada país con una fuerza aérea que ha luchado activamente en un conflicto bélico suele tener su propio as de ases. Este sería el caso de Francesco Baracca, as de ases italiano de la Primera Guerra Mundial, y de Italia en general; o de Richard Bong, top as estadounidense en la Segunda Guerra Mundial, y de Estados Unidos en general.

### As en un día
El término «as en un día» es usado para designar a un aviador de caza que derribe cinco o más aviones en un solo día. Durante la Segunda Guerra Mundial 68 pilotos americanos alcanzaron dicho logro: incluyendo a Joe Foss, Chuck Yeager, y David McCampbell, que destruyeron nueve aviones japoneses en una única misión.

## Lista de ases destacados con 20 derribos o más

### Primera Guerra Mundial
| Nombre                     | País            | Servicio                   | Victorias     | Notas                                                |
| -------------------------- | --------------- | -------------------------- | ------------- | ---------------------------------------------------- |
| Manfred von Richthofen     | Alemania        | Luftstreitkräfte           | 80            | "El Barón Rojo", Pour le Mérite                      |
| René Fonck                 | Francia         | Aéronautique Militaire     | 75            | Top Aliado                                           |
| Billy Bishop               | Canadá          | Royal Flying Corps         | 72 discutidas | VC, Top As Canadiense                                |
| Ernst Udet                 | Alemania        | Luftstreitkräfte           | 62            |                                                      |
| Edward "Mick" Mannock      | Reino Unido     | Royal Flying Corps         | 61            | VC, Top As Británico                                 |
| Raymond Collishaw          | Canadá          | Royal Naval Air Service    | 60 discutidas | Top RNAS, de manera no oficial podrían haber sido 81 |
| James McCudden             | Reino Unido     | Royal Flying Corps         | 57            | VC                                                   |
| A. F. W. Beauchamp Proctor | Sudáfrica       | Royal Flying Corps         | 54            |                                                      |
| Erich Löwenhardt           | Alemania        | Luftstreitkräfte           | 54            |                                                      |
| Donald R. MacLaren         | Canadá          | Royal Flying Corps         | 54            |                                                      |
| Georges Guynemer           | Francia         | Aéronautique Militaire     | 53            |                                                      |
| Roderic "Stan" Dallas      | Australia       | Royal Naval Air Service    | 50 discutidas | Top Australiano (discutido)                          |
| William George Barker      | Canadá          | Royal Flying Corps         | 50            |                                                      |
| Werner Voss                | Alemania        | Luftstreitkräfte           | 48            | Pour le Mérite                                       |
| George McElroy             | Reino Unido     | Royal Flying Corps         | 47            |                                                      |
| Robert A. Little           | Australia       | Royal Naval Air Service    | 47            |                                                      |
| Fritz Rumey                | Alemania        | Luftstreitkräfte           | 45            |                                                      |
| Albert Ball                | Reino Unido     | Royal Flying Corps         | 44            |                                                      |
| Rudolph Berthold           | Alemania        | Luftstreitkräfte           | 44            |                                                      |
| Bruno Loerzer              | Alemania        | Luftstreitkräfte           | 44            |                                                      |
| Charles Nungesser          | Francia         | Aéronautique Militaire     | 43            |                                                      |
| Paul Baumer                | Alemania        | Luftstreitkräfte           | 43            |                                                      |
| Tom F. Hazell              | Irlanda         | Royal Flying Corps         | 43            |                                                      |
| Josef Jacobs               | Alemania        | Luftstreitkräfte           | 41            |                                                      |
| Georges F. Madon           | Francia         | Aéronautique Militaire     | 41            |                                                      |
| Oswald Boelcke             | Alemania        | Luftstreitkräfte           | 40            | Pour le Mérite                                       |
| Lothar von Richthofen      | Alemania        | Luftstreitkräfte           | 40            | Pour le Mérite                                       |
| Franz Buchner              | Alemania        | Luftstreitkräfte           | 40            |                                                      |
| Philip F. Fullard          | Reino Unido     | Royal Flying Corps         | 40            |                                                      |
| Karl Menckhoff             | Alemania        | Luftstreitkräfte           | 39            |                                                      |
| Heinrich Gontermann        | Alemania        | Luftstreitkräfte           | 39            |                                                      |
| Willy Coppens              | Bélgica         | Aviation Militaire Belge   | 37            |                                                      |
| Max Muller                 | Alemania        | Luftstreitkräfte           | 36            |                                                      |
| Julius Buckler             | Alemania        | Luftstreitkräfte           | 36            | Pour le Mérite                                       |
| Maurice Boyau              | Francia         | Aéronautique Militaire     | 35            |                                                      |
| Godwin Brumowski           | Austria-Hungría | Luftfahrtruppen            | 35            | Top Austria-Hungría                                  |
| Gustav Dorr                | Alemania        | Luftstreitkräfte           | 35            |                                                      |
| Eduard von Schleich        | Alemania        | Luftstreitkräfte           | 35            |                                                      |
| Francesco Baracca          | Italia          | Corpo Aeronautico Militare | 34            | Top Italiano                                         |
| Michel Coiffard            | Francia         | Aéronautique Militaire     | 34            |                                                      |
| Josef Veltjens             | Alemania        | Luftstreitkräfte           | 34            |                                                      |
| Otto Koennecke             | Alemania        | Luftstreitkräfte           | 33            |                                                      |
| Kurt Wolff                 | Alemania        | Luftstreitkräfte           | 33            |                                                      |
| Heinrich Bongartz          | Alemania        | Luftstreitkräfte           | 33            |                                                      |
| Theo Osterkamp             | Alemania        | Luftstreitkräfte           | 32            | +6 WW II                                             |
| Emil Thuy                  | Alemania        | Luftstreitkräfte           | 32            |                                                      |
| Paul Billik                | Alemania        | Luftstreitkräfte           | 31            |                                                      |
| Karl Bolle                 | Alemania        | Luftstreitkräfte           | 31            |                                                      |
| Gotthard Sachsenberg       | Alemania        | Luftstreitkräfte           | 31            |                                                      |
| Karl Allmenröder           | Alemania        | Luftstreitkräfte           | 30            | Pour le Mérite                                       |
| Carl Degelow               | Alemania        | Luftstreitkräfte           | 30            |                                                      |
| Heinrich Kroll             | Alemania        | Luftstreitkräfte           | 30            |                                                      |
| Josef Mai                  | Alemania        | Luftstreitkräfte           | 30            |                                                      |
| Ulrich Neckel              | Alemania        | Luftstreitkräfte           | 30            |                                                      |
| Karl Schaefer              | Alemania        | Luftstreitkräfte           | 30            |                                                      |
| Arthur Henry Cobby         | Australia       | Australian Flying Corps    | 29            | Top AFC                                              |
| Hermann Frommerz           | Alemania        | Luftstreitkräfte           | 29            |                                                      |
| Walter von Bulow           | Alemania        | Luftstreitkräfte           | 28            |                                                      |
| Walter Blume               | Alemania        | Luftstreitkräfte           | 28            |                                                      |
| Leon Bourjade              | Francia         | Aéronautique Militaire     | 28            |                                                      |
| Fritz von Roth             | Alemania        | Luftstreitkräfte           | 28            |                                                      |
| Fritz Bernert              | Alemania        | Luftstreitkräfte           | 27            |                                                      |
| Otto Fruhner               | Alemania        | Luftstreitkräfte           | 27            |                                                      |
| Hans Kirschstein           | Alemania        | Luftstreitkräfte           | 27            |                                                      |
| Armand Pinsard             | Francia         | Aéronautique Militaire     | 27            |                                                      |
| Karl Thom                  | Alemania        | Luftstreitkräfte           | 27            | Pour le Mérite                                       |
| Adolf von Tutschek         | Alemania        | Luftstreitkräfte           | 27            |                                                      |
| Kurt Wusthoff              | Alemania        | Luftstreitkräfte           | 27            |                                                      |
| Elwyn "Bo" King            | Australia       | Australian Flying Corps    | 26            |                                                      |
| Eddie Rickenbacker         | Estados Unidos  | US Army Air Service        | 26            | Top US                                               |
| Harald Auffarth            | Alemania        | Luftstreitkräfte           | 26            |                                                      |
| Oscar von Boenigk          | Alemania        | Luftstreitkräfte           | 26            |                                                      |
| Eduard Dostler             | Alemania        | Luftstreitkräfte           | 26            |                                                      |
| Arthur Laumann             | Alemania        | Luftstreitkräfte           | 26            |                                                      |
| Silvio Scaroni             | Italia          | Corpo Aeronautico Militare | 26            |                                                      |
| Arthur Rhys Davids         | Reino Unido     | Royal Flying Corps         | 25            |                                                      |
| René Dorme                 | Francia         | Aéronautique Militaire     | 23            |                                                      |
| Gabriel Guérin             | Francia         | Aéronautique Militaire     | 23            |                                                      |
| Hermann Göring             | Alemania        | Luftstreitkräfte           | 22            | Pour le Mérite                                       |
| Marcel Haegelen            | Francia         | Aéronautique Militaire     | 22            |                                                      |
| Alfred Heurteaux           | Francia         | Aéronautique Militaire     | 21            |                                                      |
| Edgar McCloughry           | Australia       | RFC/AFC                    | 21            | El apellido algunas veces se pronunció "McClaughry". |
| Frederick W. Gillet        | Estados Unidos  | Royal Flying Corps         | 20            |                                                      |
| Aleksandr A. Kozakov       | Rusia           | Fuerza Aérea Imperial Rusa | 20            | Top Ruso                                             |
| Keith Park                 | Nueva Zelanda   | Australian Flying Corps    | 20            | Top NZ                                               |

### Guerra civil española
| Nombre                         | País            | Servicio                 | Victorias |
| ------------------------------ | --------------- | ------------------------ | --------- |
| Joaquín García-Morato          | España          | Aviación Nacional        | 40        |
| Lev Shestakov                  | Unión Soviética | Fuerza Aérea Republicana | 39        |
| Serguéi Ivanovich Gritsevets   | Unión Soviética | Fuerza Aérea Republicana | 30        |
| Julio Salvador y Díaz-Benjumea | España          | Aviación nacional        | 24        |
| Manuel Zarauza Clavero         | España          | Fuerza Aérea Republicana | 23        |
| José María Bravo               | España          | Fuerza Aérea Republicana | 23        |
| Manuel Vázquez Sagastizabal    | España          | Aviación nacional        | 21        |
| Leopoldo Morquillas Rubio      | España          | Fuerza Aérea Republicana | 21        |
| Pável Vasilievich Rychagov     | Unión Soviética | Fuerza Aérea Republicana | 20        |

### Segunda Guerra Mundial
| Nombre                              | País                   | Servicio                                   | Victorias |
| ----------------------------------- | ---------------------- | ------------------------------------------ | --------- |
| Erich "Bubi" Hartmann               | Alemania               | Luftwaffe                                  | 352       |
| Gerhard Barkhorn                    | Alemania               | Luftwaffe                                  | 301       |
| Günther Rall                        | Alemania               | Luftwaffe                                  | 275       |
| Otto Kittel                         | Alemania               | Luftwaffe                                  | 267       |
| Walter Nowotny                      | Alemania               | Luftwaffe                                  | 258       |
| Wilhelm Batz                        | Alemania               | Luftwaffe                                  | 237       |
| Erich Rudorffer                     | Alemania               | Luftwaffe                                  | 222       |
| Heinz Bär                           | Alemania               | Luftwaffe                                  | 220       |
| Hermann Graf                        | Alemania               | Luftwaffe                                  | 212       |
| Heinrich Ehrler                     | Alemania               | Luftwaffe                                  | 208       |
| Theodor Weissenberger               | Alemania               | Luftwaffe                                  | 208       |
| Hans Philipp                        | Alemania               | Luftwaffe                                  | 206       |
| Walter Schuck                       | Alemania               | Luftwaffe                                  | 206       |
| Anton Hafner                        | Alemania               | Luftwaffe                                  | 204       |
| Helmut Lipfert                      | Alemania               | Luftwaffe                                  | 203       |
| Walter Krupinski                    | Alemania               | Luftwaffe                                  | 197       |
| Anton Hackl                         | Alemania               | Luftwaffe                                  | 192       |
| Joachim Brendel                     | Alemania               | Luftwaffe                                  | 189       |
| Max Stotz                           | Alemania               | Luftwaffe                                  | 189       |
| Joachim Kirschner                   | Alemania               | Luftwaffe                                  | 188       |
| Kurt Brändle                        | Alemania               | Luftwaffe                                  | 180       |
| Günther Josten                      | Alemania               | Luftwaffe                                  | 178       |
| Johannes Steinhoff                  | Alemania               | Luftwaffe                                  | 178       |
| Ernst-Wilhelm Reinert               | Alemania               | Luftwaffe                                  | 174       |
| Günther Schack                      | Alemania               | Luftwaffe                                  | 174       |
| Emil Lang                           | Alemania               | Luftwaffe                                  | 173       |
| Heinz Schmidt                       | Alemania               | Luftwaffe                                  | 173       |
| Horst Ademeit                       | Alemania               | Luftwaffe                                  | 166       |
| Wolf-Dietrich Wilcke                | Alemania               | Luftwaffe                                  | 162       |
| Hans-Joachim Marseille              | Alemania               | Luftwaffe                                  | 158       |
| Heinrich Sturm                      | Alemania               | Luftwaffe                                  | 158       |
| Gerhard Thyben                      | Alemania               | Luftwaffe                                  | 157       |
| Hans Beisswenger                    | Alemania               | Luftwaffe                                  | 152       |
| Peter Düttmann                      | Alemania               | Luftwaffe                                  | 152       |
| Gordon M. Gollob                    | Alemania               | Luftwaffe                                  | 150       |
| Fritz Tegtmeier                     | Alemania               | Luftwaffe                                  | 146       |
| Albin Wolf                          | Alemania               | Luftwaffe                                  | 144       |
| Kurt Tanzer                         | Alemania               | Luftwaffe                                  | 143       |
| Friedrich-Karl Müller               | Alemania               | Luftwaffe                                  | 140       |
| Karl Gratz                          | Alemania               | Luftwaffe                                  | 138       |
| Heinrich Setz                       | Alemania               | Luftwaffe                                  | 138       |
| Rudolf Trenkel                      | Alemania               | Luftwaffe                                  | 138       |
| Walter Wolfrum                      | Alemania               | Luftwaffe                                  | 137       |
| Horst-Günther von Fassong           | Alemania               | Luftwaffe                                  | 136       |
| Otto Fönnekold                      | Alemania               | Luftwaffe                                  | 136       |
| Karl-Heinz Weber                    | Alemania               | Luftwaffe                                  | 136       |
| Joachim Muencheberg                 | Alemania               | Luftwaffe                                  | 135       |
| Hans Waldmann                       | Alemania               | Luftwaffe                                  | 134       |
| Alfred Grislawski                   | Alemania               | Luftwaffe                                  | 133       |
| Franz Schall                        | Alemania               | Luftwaffe                                  | 133       |
| Johannes Wiese                      | Alemania               | Luftwaffe                                  | 133       |
| Adolf Borchers                      | Alemania               | Luftwaffe                                  | 132       |
| Adolf Dickfeld                      | Alemania               | Luftwaffe                                  | 132       |
| Erwin Clausen                       | Alemania               | Luftwaffe                                  | 132       |
| Wilhelm Lemke                       | Alemania               | Luftwaffe                                  | 131       |
| Gerhard Hoffmann                    | Alemania               | Luftwaffe                                  | 130       |
| Franz Eisenach                      | Alemania               | Luftwaffe                                  | 129       |
| Walther Dahl                        | Alemania               | Luftwaffe                                  | 129       |
| Heinrich Sterr                      | Alemania               | Luftwaffe                                  | 129       |
| Franz Dörr                          | Alemania               | Luftwaffe                                  | 128       |
| Rudolf Rademacher                   | Alemania               | Luftwaffe                                  | 126       |
| Josef Zwernemann                    | Alemania               | Luftwaffe                                  | 126       |
| Dietrich Hrabak                     | Alemania               | Luftwaffe                                  | 125       |
| Wolf Ettel                          | Alemania               | Luftwaffe                                  | 124       |
| Herbert Ihlefeld                    | Alemania               | Luftwaffe                                  | 123       |
| Wolfgang Tonne                      | Alemania               | Luftwaffe                                  | 122       |
| Heinz Marquardt                     | Alemania               | Luftwaffe                                  | 121       |
| Heinz-Wolfgang Schnaufer            | Alemania               | Luftwaffe                                  | 121       |
| Robert Weiss                        | Alemania               | Luftwaffe                                  | 121       |
| Erich Leie                          | Alemania               | Luftwaffe                                  | 121       |
| Friedrich Obleser                   | Alemania               | Luftwaffe                                  | 120       |
| Franz-Josef Beerenbrock             | Alemania               | Luftwaffe                                  | 117       |
| Hans-Joachim Birkner                | Alemania               | Luftwaffe                                  | 117       |
| Jakob Norz                          | Alemania               | Luftwaffe                                  | 117       |
| Walter Oesau                        | Alemania               | Luftwaffe                                  | 117       |
| Heinz Wernicke                      | Alemania               | Luftwaffe                                  | 117       |
| August Lambert                      | Alemania               | Luftwaffe                                  | 116       |
| Werner Mölders                      | Alemania               | Luftwaffe                                  | 115       |
| Wilhelm Crinius                     | Alemania               | Luftwaffe                                  | 114       |
| Werner Schroer                      | Alemania               | Luftwaffe                                  | 114       |
| Hans Dammers                        | Alemania               | Luftwaffe                                  | 113       |
| Berthold Korts                      | Alemania               | Luftwaffe                                  | 113       |
| Helmut Lent                         | Alemania               | Luftwaffe                                  | 113       |
| Kurt Bühligen                       | Alemania               | Luftwaffe                                  | 112       |
| Kurt Ubben                          | Alemania               | Luftwaffe                                  | 110       |
| Franz Woidich                       | Alemania               | Luftwaffe                                  | 110       |
| Reinhard Seiler                     | Alemania               | Luftwaffe                                  | 109       |
| Emil Bitsch                         | Alemania               | Luftwaffe                                  | 108       |
| Hans Hahn                           | Alemania               | Luftwaffe                                  | 108       |
| Bernhard Vechtel                    | Alemania               | Luftwaffe                                  | 108       |
| Viktor Bauer                        | Alemania               | Luftwaffe                                  | 106       |
| Werner Lucas                        | Alemania               | Luftwaffe                                  | 106       |
| Günther Lützow                      | Alemania               | Luftwaffe                                  | 105       |
| Adolf Galland                       | Alemania               | Luftwaffe                                  | 104       |
| Eberhard von Boremski               | Alemania               | Luftwaffe                                  | 104       |
| Heinz Sachsenberg                   | Alemania               | Luftwaffe                                  | 104       |
| Hartmann Grasser                    | Alemania               | Luftwaffe                                  | 103       |
| Siegfried Freytag                   | Alemania               | Luftwaffe                                  | 102       |
| Friedrich Geisshardt                | Alemania               | Luftwaffe                                  | 102       |
| Egon Mayer                          | Alemania               | Luftwaffe                                  | 102       |
| Max-Hellmuth Ostermann              | Alemania               | Luftwaffe                                  | 102       |
| Josef Wurmheller                    | Alemania               | Luftwaffe                                  | 102       |
| Rudolf Miethig                      | Alemania               | Luftwaffe                                  | 101       |
| Josef Priller                       | Alemania               | Luftwaffe                                  | 101       |
| Ulrich Wernitz                      | Alemania               | Luftwaffe                                  | 101       |
| Rudolf Müller                       | Alemania               | Luftwaffe                                  | 101       |
| Ilmari Juutilainen                  | Finlandia              | Fuerza Aérea Finlandesa                    | 94        |
| Hiroyoshi Nishizawa                 | Japón                  | Armada Imperial Japonesa                   | 87        |
| Heinrich Prinz zu Sayn-Wittgenstein | Alemania               | Luftwaffe                                  | 83        |
| Tetsuzo Iwamoto                     | Japón                  | Armada Imperial Japonesa                   | 80        |
| Hans Wind                           | Finlandia              | Fuerza Aérea Finlandesa                    | 75        |
| Erbo Graf von Kageneck              | Alemania               | Luftwaffe                                  | 67        |
| Heinz Roekker                       | Alemania               | Luftwaffe                                  | 64        |
| Saburo Sakai                        | Japón                  | Armada Imperial Japonesa                   | 60+       |
| Iván Kozhedub                       | Unión Soviética        | VVS                                        | 68        |
| Alexánder Pokrishkin                | Unión Soviética        | VVS                                        | 59        |
| Grigori Rechkalov                   | Unión Soviética        | VVS                                        | 58        |
| Helmut Wick                         | Alemania               | Luftwaffe                                  | 56        |
| Eino Luukkanen                      | Finlandia              | Fuerza Aérea Finlandesa                    | 56        |
| Wilhelm-Ferdinand Galland           | Alemania               | Luftwaffe                                  | 55        |
| Urho Lehtovaara                     | Finlandia              | Fuerza Aérea Finlandesa                    | 44½       |
| Marmaduke "Pat" Pattle              | Sudáfrica              | RAF                                        | 44        |
| Mato Dukovac                        | Croacia                | Fuerza Aérea Croata                        | 44        |
| Oiva Tuominen                       | Finlandia              | Fuerza Aérea Finlandesa                    | 44        |
| Alexandru Şerbănescu                | Rumanía                | Fuerza Aérea Rumana                        | 44        |
| Constantine Cantacuzino             | Rumanía                | Fuerza Aérea Rumana                        | 43        |
| Olli Puhakka                        | Finlandia              | Fuerza Aérea Finlandesa                    | 42        |
| Richard I. Bong                     | Estados Unidos         | USAAF                                      | 40        |
| James Edgar "Johnnie" Johnson       | Reino Unido            | RAF                                        | 38        |
| Cvitan Galić                        | Croacia                | Fuerza Aérea Croata                        | 38        |
| Olavi Puro                          | Finlandia              | Fuerza Aérea Finlandesa                    | 36        |
| Nils Katajainen                     | Finlandia              | Fuerza Aérea Finlandesa                    | 35½       |
| Thomas B. McGuire                   | Estados Unidos         | USAAF                                      | 38        |
| David McCampbell                    | Estados Unidos         | Armada EE. UU.                             | 34        |
| Toshio Ohta                         | Japón                  | Armada Imperial Japonesa                   | 34        |
| Lauri Nissinen                      | Finlandia              | Fuerza Aérea Finlandesa                    | 32½       |
| Brendan "Paddy" Finucane            | Irlanda                | RAF                                        | 32        |
| Kyösti Karhila                      | Finlandia              | Fuerza Aérea Finlandesa                    | 32        |
| Adolph "Sailor" Malan               | Sudáfrica              | RAF                                        | 32        |
| George "Buzz" Beurling              | Canadá                 | RAF                                        | 31⅓       |
| William Vale                        | Reino Unido            | RAF                                        | 31½       |
| Jorma Karhunen                      | Finlandia              | Fuerza Aérea Finlandesa                    | 31        |
| Dezso Szengyorgyi                   | Hungría                | Fuerza Aérea Húngara                       | 30 ½      |
| Shoichi Sugita                      | Japón                  | Armada Imperial Japonesa                   | 30+       |
| Kaneyoshi Mutoh                     | Japón                  | Armada Imperial Japonesa                   | 30        |
| Emil Vesa                           | Finlandia              | Fuerza Aérea Finlandesa                    | 29½       |
| Robert Roland Stanford "Bob" Tuck   | Reino Unido            | RAF                                        | 29        |
| Bob Braham                          | Reino Unido            | RAF                                        | 29        |
| Clive "Killer" Caldwell             | Australia              | RAAF                                       | 28½       |
| Tapio Järvi                         | Finlandia              | Fuerza Aérea Finlandesa                    | 28½       |
| Francis "Gabby" Gabreski            | Polonia Estados Unidos | RAF USAAF                                  | 28        |
| James "Ginger" Lacy                 | Reino Unido            | RAF                                        | 28        |
| Colin Gray                          | Nueva Zelanda          | RAF                                        | 27½       |
| Robert S. Johnson                   | Estados Unidos         | USAAF                                      | 27        |
| Charles H. McDonald                 | Estados Unidos         | USAAF                                      | 27        |
| Junichi Sasai                       | Japón                  | Armada Imperial Japonesa                   | 27        |
| Lev Shestakov                       | Unión Soviética        | VVS                                        | 26        |
| Klaus Alakoski                      | Finlandia              | Fuerza Aérea Finlandesa                    | 26        |
| Joseph J. Foss                      | Estados Unidos         | USMC                                       | 26        |
| Lajos Toth                          | Hungría                | Real Fuerza Aérea Húngara                  | 26        |
| Adriano Visconti                    | Italia                 | Aeronáutica Real                           | 26        |
| George E. Preddy, Jr.               | Estados Unidos         | USAAF                                      | 25,8      |
| Robert M. Hanson                    | Estados Unidos         | USMC                                       | 25        |
| Gregory "Pappy" Boyington           | Estados Unidos         | Fuerza Aérea de la República de China USMC | 24        |
| Giuseppe Teisa                      | Italia                 | Aeronáutica Real                           | 24        |
| Cecil E. Harris                     | Estados Unidos         | Armada EE. UU.                             | 24        |
| John C. Meyer                       | Estados Unidos         | USAAF                                      | 24        |
| Pierre Clostermann                  | Francia                | FAFL/RAF                                   | 23        |
| Douglas "Tin Legs" Bader            | Reino Unido            | RAF                                        | 23        |
| Eugene A. Valencia                  | Estados Unidos         | Armada EE. UU.                             | 23        |
| Kalevi Tervo                        | Finlandia              | Fuerza Aérea Finlandesa                    | 23        |
| Jorma Saarinen                      | Finlandia              | Fuerza Aérea Finlandesa                    | 23        |
| Lance C. Wade                       | Estados Unidos         | RAF                                        | 23        |
| Eero Kinnunen                       | Finlandia              | Fuerza Aérea Finlandesa                    | 22½       |
| David C. Schilling                  | Estados Unidos         | USAAF                                      | 22½       |
| Alan Deere                          | Nueva Zelanda          | RAF                                        | 22        |
| Edward F. Charles                   | Canadá                 | RCAF                                       | 22        |
| Gerald R. Johnson                   | Estados Unidos         | USAAF                                      | 22        |
| Neel E. Kearby                      | Estados Unidos         | USAAF                                      | 22        |
| Jay T. Robbins                      | Estados Unidos         | USAAF                                      | 22        |
| Stanislaw Skalski                   | Polonia                | Fuerza Aérea Polaca/RAF                    | 22        |
| Donald S. Gentile                   | Estados Unidos         | RAF/USAAF                                  | 21,83     |
| Antti Tani                          | Finlandia              | Fuerza Aérea Finlandesa                    | 21½       |
| Frederick J. Christensen            | Estados Unidos         | USAAF                                      | 21½       |
| Raymond S. Wetmore                  | Estados Unidos         | USAAF                                      | 21,25     |
| Vernon "Woody" Woodward             | Canadá                 | RAF                                        | 21        |
| Henry Wallace "Wally" McLeod        | Canadá                 | RAF                                        | 21        |
| William Vernon Crawford-Compton     | Nueva Zelanda          | RAF                                        | 21        |
| Jean Demozay                        | Francia                | RAF                                        | 21        |
| Evan McKie                          | Nueva Zelanda          | RNZAF                                      | 21        |
| John J. Voll                        | Estados Unidos         | USAAF                                      | 21        |
| Kenneth A. Walsh                    | Estados Unidos         | USMC                                       | 21        |
| Paavo Myllylä                       | Finlandia              | Fuerza Aérea Finlandesa                    | 21        |
| Walker M. Mahurin                   | Estados Unidos         | USAAF                                      | 20,75.    |
| Karel Kuttelwascher                 | Checoslovaquia         | RAF                                        | 20        |
| Donald N. Aldrich                   | Estados Unidos         | USMC                                       | 20        |
| Thomas J. Lynch                     | Estados Unidos         | USAAF                                      | 20        |
| Robert B. Westbrook                 | Estados Unidos         | USAAF                                      | 20        |
| Robin Olds                          | Estados Unidos         | USAAF                                      | 13        |
| Kenneth Charney                     | Argentina              | RAF                                        | 12        |

### Guerra de Corea
| Nombre                     | País            | Servicio | Victorias |
| -------------------------- | --------------- | -------- | --------- |
| Nikolay Sutyagin           | Unión Soviética | VVS      | 21        |
| Joseph C. McConnell        | Estados Unidos  | USAF     | 16        |
| James Jabara               | Estados Unidos  | USAF     | 15        |
| Alexandr P. Smortzkow      | Unión Soviética | VVS      | 15        |
| Manuel J. "Pete" Fernandez | Estados Unidos  | USAF     | 14        |
| George A. Davis            | Estados Unidos  | USAF     | 14        |
| Mikhail S. Ponomaryev      | Unión Soviética | VVS      | 14        |
| Royal N. "King" Baker      | Estados Unidos  | USAF     | 13        |

### Guerra de Vietnam
| Nombre                              | País              | Servicio                        | Victorias |
| ----------------------------------- | ----------------- | ------------------------------- | --------- |
| Nguyễn Văn Cốc                      | Vietnam del Norte | Fuerza Aérea Popular Vietnamita | 9         |
| Mai Văn Cường                       | Vietnam del Norte | Fuerza Aérea Popular Vietnamita | 8         |
| Nguyễn Hồng Nhị                     | Vietnam del Norte | Fuerza Aérea Popular Vietnamita | 8         |
| Phạm Thanh Ngân                     | Vietnam del Norte | Fuerza Aérea Popular Vietnamita | 8         |
| Đặng Ngọc Ngự                       | Vietnam del Norte | Fuerza Aérea Popular Vietnamita | 7         |
| Nguyễn Văn Bảy                      | Vietnam del Norte | Fuerza Aérea Popular Vietnamita | 7         |
| Lê Hải                              | Vietnam del Norte | Fuerza Aérea Popular Vietnamita | 6         |
| Lê Thanh Đạo                        | Vietnam del Norte | Fuerza Aérea Popular Vietnamita | 6         |
| Lưu Huy Chao                        | Vietnam del Norte | Fuerza Aérea Popular Vietnamita | 6         |
| Nguyễn Đăng Kỉnh                    | Vietnam del Norte | Fuerza Aérea Popular Vietnamita | 6         |
| Nguyễn Đức Soát                     | Vietnam del Norte | Fuerza Aérea Popular Vietnamita | 6         |
| Nguyễn Ngọc Độ                      | Vietnam del Norte | Fuerza Aérea Popular Vietnamita | 6         |
| Nguyễn Nhật Chiêu                   | Vietnam del Norte | Fuerza Aérea Popular Vietnamita | 6         |
| Nguyễn Tiến Sâm                     | Vietnam del Norte | Fuerza Aérea Popular Vietnamita | 6         |
| Vadim Petrovich Shcherbakov         | Unión Soviética   | Voyska PVO1                     | 6         |
| Vũ Ngọc Đỉnh                        | Vietnam del Norte | Fuerza Aérea Popular Vietnamita | 6         |
| Nguyễn Văn Nghĩa                    | Vietnam del Norte | Fuerza Aérea Popular Vietnamita | 5         |
| Capt. Charles B. "Chuck" DeBellevue | Estados Unidos    | Fuerza Aérea                    | 6         |
| LT Randall "Duke" Cunningham        | Estados Unidos    | Marina                          | 5         |
| LTJG William P. Driscoll            | Estados Unidos    | Marina                          | 5         |
| Capt. Steve Ritchie                 | Estados Unidos    | Fuerza Aérea                    | 5         |
| Capt. Jeff Feinstein                | Estados Unidos    | Fuerza Aérea                    | 5         |

## Metodología alemana para confirmar victorias aéreas
El procedimiento de confirmación de victoria aérea de la Luftwaffe se basó en la directiva 55270/41 llamada "Confirmación de victorias aéreas, destrucción y hundimiento de barcos" (alemán: Anerkennung von Abschüssen, Zerstörungen und Schiffsvernichtung) y fue emitida por el Oberbefehlshaber der Luftwaffe. Esta directiva se publicó por primera vez en 1939 y se actualizó varias veces durante la Segunda Guerra Mundial. En teoría, este proceso de aprobación para la confirmación de victorias aéreas fue muy estricto y requirió un testigo. La destrucción o explosión final de un avión enemigo en el aire, o el rescate del piloto, tenía que ser observada en una película de cámara o por al menos otro testigo humano. El testigo podría ser el piloto del piloto alemán, otro en el escuadrón o un observador en tierra.
En la década de 1990, los archivos alemanes pusieron a disposición del público los rollos de microfilm de registros de tiempos de guerra, no vistos desde enero de 1945. Estos demostraron que, aunque en teoría la Luftwaffe no aceptaba matar sin un testigo, lo que se consideraba solo probable, en la práctica algunas unidades presentaban habitualmente reclamaciones sin testigos y, a veces, pasaban por el proceso de verificación, especialmente si eran realizadas por pilotos con registros ya establecidos. En teoría, la Luftwaffe no aceptaba reclamos compartidos, pero sucedió. En teoría, cada reclamo separado debería referirse a un avión en particular, pero en la práctica se otorgaron algunas victorias a otros pilotos que habían reclamado la destrucción del mismo avión. En 1943, los comunicados diarios del OKW (Wehrmachtbericht) de este período habitualmente exageraron las pérdidas de los bombarderos estadounidenses por un factor de hasta dos. Los defensores de los pilotos de combate alemanes siempre han mantenido que estos se redujeron durante el proceso de confirmación. Pero los microfilmes demuestran que este no es el caso.

## Ejemplos de exageración
La exageración también puede ocurrir por razones políticas o de propaganda. Era común que ambas partes aumentaran las cifras de "muertes" o deflactaran las cifras por pérdidas en emisiones e informes de noticias. El exceso de demanda durante la Segunda Guerra Mundial ha sido el centro de un gran escrutinio, en parte debido a la cantidad significativa de combate aéreo en relación con otros conflictos.
La exageración por parte de individuos puede ocurrir cuando más de una persona ataca al mismo objetivo y cada uno reclama su destrucción, cuando una aeronave parece no estar en condiciones de vuelo pero logra aterrizar de manera segura, o cuando una persona simplemente desea reclamar un crédito injustificado por derribo de un oponente, en algunos casos de combate en territorio amigo, una aeronave dañada puede haber sido reclamada como una victoria aérea por su oponente, mientras que la aeronave fue posteriormente salvada y restaurada a un estado operacional. En esta situación, la pérdida puede no aparecer en los registros mientras el reclamo permanece confirmado.
| Fecha                                    | Fuerza Aérea                                                  | Notas |
| ---------------------------------------- | ------------------------------------------------------------- | --- |
| 10 de julio de 1940                      | Luftwaffe                                                     | El III./ZG 26 reclamó 12 Hawker Hurricanes. La RAF registró un Hurricane perdido en una colisión con un Dornier Do 17. |
| 12 de agosto de 1940                     | Luftwaffe                                                     | Los alemanes afirmaron que 22 aviones británicos fueron destruidos, las pérdidas reales de los británicos fueron tres. En un enfrentamiento, Bf 109 de JG 2 reclamó seis aviones de la RAF, mientras que los bombarderos de KG 54 reclamaron 14. Solo un combatiente fue derribado y seis dañados. |
| 18 de agosto de 1940                     | Luftwaffe y Real Fuerza Aérea Británica                       | Los alemanes afirmaron que 147 aviones fueron destruidos, las pérdidas británicas registradas fueron 68, los británicos reclamaron 144 aviones destruidos, las pérdidas registradas en Alemania fueron 69. |
| ? de 1940                                | Luftwaffe y Real Fuerza Aérea Británica                       | En general, los alemanes reclamaron el derribo de unos 3600 aviones, casi dos veces y media más que las pérdidas británicas reales. El Fighter Command de la RAF informó del derribo de 2692 aviones alemanes en la batalla de Inglaterra, las pérdidas reales de combate alemanas; incluso en tierra, fueron solo la mitad de lo que se afirmaba. |
| Junio de 1941 - diciembre de 1941        | Fuerza Aérea Soviética                                        | Los soviéticos del sur del frente occidental reclamaron 85 Bf 109. Otros 53 aparatos fueron reclamados por unidades antiaéreas en octubre y otros 54 en noviembre. Solo 31 Bf 109 fueron registrados como perdidos por la Luftwaffe en este período. Las reclamaciones de VVS en el frente oriental ascienden a 3879, las unidades antiaéreas reivindicaron 752 y otras 3257 fueron reclamadas como destruidas en el suelo. La Luftwaffe reportó la pérdida de 3827 aviones por todas las causas en el Frente Oriental en 1941. El VVS sobreclamó más del 100 %. |
| 4 de junio de 1942                       | Armada Imperial Japonesa                                      | En el ataque a la Isla Midway, los pilotos de Zero japoneses afirmaron que más de 40 combatientes estadounidenses habían sido derribados y varios probablemente habían sido destruidos. El escuadrón del Cuerpo de Marines de Estados Unidos, VMF-221, había enviado 25 Brewster Buffalos y Grumman F4F Wildcats, perdiendo 15. |
| 20 de julio de 1942-10 de agosto de 1942 | Luftwaffe                                                     | Durante este período, el Fliegerkorps VIII afirmó haber derribado 606 aviones soviéticos mientras destruía otros 107 en el suelo. Las pérdidas reales de la 8 VA fueron de 230 aviones: 114 cazas, 70 Shturmoviks, 29 Pe-2, cuatro Su-2 y 13 bombarderos nocturnos. |
| 15 de septiembre de 1942                 | Luftwaffe                                                     | La Jagdgeschwader 27 reclamó 19-20 victorias aéreas, mientras que los registros de la Real Fuerza Aérea Australiana y de la RAF informan de la pérdida de cinco aviones (otro caza aliado fue perdido por fuego terrestre amigo). |
| 3 de marzo de 1944                       | Luftwaffe y Fuerzas Aéreas del Ejército de los Estados Unidos | En una misión de bombardeo a Berlín, la Octava Fuerza Aérea despachó las divisiones aéreas 1.ª y 2.ª, que comprendían los Grupos de Bombardeo 95.º, 100.º y 390.º. Los artilleros de los B-17 reclamaron 97 cazas alemanes en esta misión. Los cazas estadounidenses reclamaron otros 82 destruidos. Las pérdidas alemanas fueron de 76. Las reclamaciones alemanas ascendieron a 108 bombarderos y 20 cazas. Las pérdidas de USAAF fueron 69 bombarderos y 11 cazas. |
| 18 de junio de 1944                      | Luftwaffe                                                     | La Luftwaffe reclamó 39 B-24 y cinco P-51 derribados sobre Schleswig-Holstein. Solo se perdieron 13 B-24 y dos P-51. |
| 17 de agosto de 1944                     | Luftwaffe versus Fuerza Aérea Soviética                       | Los pilotos del III./JG5 reclamaron 40 aviones soviéticos durante ese día (35 encontrados en "reclamo suplementario de listas"). Datos soviéticos controlados por Rune Rautio y Yuri Rybin: 4 derribados por cazas alemanes, 7 derribados por AA y uno destruido por razones desconocidas. Desde principios de junio hasta finales de agosto, solo 2 regimientos de cazas soviéticos estaban operando en el sector del III./JG5. |
| 28 de octubre de 1944                    | Luftwaffe versus Fuerza Aérea Soviética                       | Los pilotos de II./JG54 Broch, Rudorffer, Tangermann y Thyben reclamaron 14 Il-2 derribados a las 11:44-11:56 y Ludwig Böes de 2./JG54 otros dos Il-2 (media hora más tarde). Las pérdidas soviéticas de ese día en el área de Libau solo fueron de tres Il-2. Dos Il-2 del 47 ShAp fueron derribados más probablemente por Rudorffer o Tangermann o ambos (o uno por Thyben). El 8 GvShAP perdió un Il-2 y lo más probable es que haya sido derribado por Broch. Ninguno de los reclamos de Ludwig Böes se puede encontrar en los datos de pérdidas soviéticas de ese día. Las reclamaciones totales alemanas fueron de 16 Il-2. Los soviéticos confirmaron 3 Il-2 perdidos. El diario de bitácora del ShAp dice: «Ocho Il-2 estuvieron bajo ataque de ocho Fw190 y perdimos dos. Ambos Il-2 fueron disparados por combatientes y se estrellaron en llamas en el mar a 8-9 km al SO de Libau. Ambos tripulantes murieron». [cita requerida] |
| 1944-1945                                | Luftwaffe                                                     | El Oberleutnant Kurt Welter, afirmó que tal vez 25 cazas Mosquitos fueron derribados por la noche y otros dos por el día mientras volaba el Me 262, sumado a sus siete victorias de Mosquitos previos en cazas Bf 109G-6 o Fw 190 A-8. Por lo que se puede determinar, solo tres de sus afirmaciones Me 262 sobre mosquitos coinciden con los registros de la RAF. |
| 1 de enero de 1945                       | Luftwaffe                                                     | En esta fecha, los pilotos alemanes sobrereclamaron por entre 4 y 3:1. Durante la Operación Bodenplatte, la Luftwaffe reclamó 55 destruidos y 11 probablemente destruidos en combate aéreos (según el documento: Fernschreiben II.JakoIc Nr.140/44 geh.vom 3.1.1945). Otras fuentes alemanas (según el documento: Luftwaffenführungsstab Ic, Fremde Luftwaffen West, Nr. 1160/45 g.Kdos.vom 25.2.1945), citan 65 reclamaciones y 12 probables. Solo 31 aviones aliados fueron alcanzados. 15 fueron derribados en combate aéreo, dos fueron destruidos durante el despegue y siete fueron dañados por el enemigo. |